# Lawrence Ball
Lawrence Ball (* 17. září 1951 Londýn) je anglický hudebník a skladatel, který žije v severním Londýně. Vytváří multi-mediální skladby, hraje na koncertech a také pracuje jako soukromý učitel matematiky, hudební teorie a fyziky.

## Hudební kariéra
Lawrence Ball se narodil v Londýně a vystudoval Queen Mary College na Londýnské univerzitě. Poté získal stipendium na Dulwich College, kde studoval v letech 1963–1969. Také studoval na Guildhall School of Music, v letech 1976 a 1977 harmonii a kontrapunkt s Robertem Smithem, 1977 a 1978 klavír s Tessaou Uys, 1978 a 1979 skladbu se skladatelem Robertem Boylem, spolupracovníkem Philipa Glasse.
Ball vystupoval živě v Kanadě, Spojených státech, Francii, Itálii, Litvě, Lotyšsku, Německu, Švýcarsku a ve Spojeném království. Doprovázel mezinárodní malířskou skupinu Collective Phenomena, vystupoval se srílanským zpěvákem Manickamem Yogeswaranem a kalifornskou hráčkou na sarod Lisou Sangitou Moskow.
Ball tvořil projekty s léčitelkou Isobel McGilvray a pracoval s choreografkami Sheilou Styles a Rebeccou Ham. Skládal pro pianisty Yontyho Solomona a Tima Ravenscrofta, violistu Robina Irelanda, The Smith Quartet, the Electric Symphony Orchestra a ženský vokální kvartet Rosy Voices. Také složil hudbu pro film The Eye Of The Heart, biografii Cecila Collinse. Dále spolupracoval například s Emily Burridge. V roce 1996 Ball založil Planet Tree Music Festival, na který stále dohlíží, obsahující umělce jako Alan Hovhaness, Kaikhosru Shapurji Sorabji nebo Jean Catoire.
V roce 2006 Ball pracoval se skladatelem Petem Townshendem na nahrávkách pro album Endless Wire kapely The Who. V letech 2004–2007 Ball také spolupracoval s Townshendem a Davem Snowdonem na projektu The Lifehouse Method, internetové stránce, kde zájemci mohli vytvořit elektronický hudební portrét z dat, která na tento web vložili. V lednu 2012 bylo vydáno album Method Music, které sestává z hudby, kterou Ball vytvořil s Townshendovým přispěním pomocí Lifehouse Method.